# Uloborus metae
Uloborus metae es una especie de araña araneomorfa del género Uloborus, familia Uloboridae. Fue descrita científicamente por Opell en 1981.
Habita en Colombia.